# Rádio Lumen
Rádio Lumen – słowacka, prywatna, ogólnokrajowa, chrześcijańska rozgłośnia radiowa. Zaczęła ona nadawać 7 kwietnia 1993 pod nazwą Mária. Niedługo później w grudniu 1994 roku zmieniła nazwę na Lumen.
8 maja 2010 Rádio Lumen już szósty raz zorganizowało pielgrzymkę do Sanktuarium Bożego Miłosierdzia w Krakowie-Łagiewnikach.

## Nadajniki
| Nadajniki Rádia Lumen                       | Nadajniki Rádia Lumen | Nadajniki Rádia Lumen | Nadajniki Rádia Lumen |
| Lokalizacja                                 | Częstotliwość         | ERP                   | Uwagi                 |
| ------------------------------------------- | --------------------- | --------------------- | --------------------- |
| artin – Turčianske Kľačany, Diely           | 89,4 MHz              | 0,50 kW               |                       |
| Rużomberk – Úložisko                        | 89,7 MHz              | 1,00 kW               |                       |
| Żylina – Veľké Hradisko                     | 89,8 MHz              | 0,30 kW               |                       |
| Skalité – Poľana, stožiar MMDS              | 90,6 MHz              | 0,05 kW               |                       |
| Preszów – Stráž                             | 92,9 MHz              | 0,20 kW               |                       |
| Snina – Magurica                            | 93,2 MHz              | 0,30 kW               |                       |
| Bańska Szczawnica – Sitno                   | 93,3 MHz              | 2,00 kW               |                       |
| Trenczyn – Nad Oborou                       | 93,3 MHz              | 10,00 kW              |                       |
| Štúrovo – Jesenského 68                     | 93,5 MHz              | 0,50 kW               |                       |
| Bratysława – Kamzík                         | 93,8 MHz              | 5,60 kW               |                       |
| Koszyce – Heringeš                          | 94,4 MHz              | 0,25 kW               |                       |
| Topolczany – Norovce                        | 95,6 MHz              | 0,25 kW               |                       |
| Nitra – Lupka, Kostol Sv Urbana             | 95,7 MHz              | 0,12 kW               |                       |
| Senica – Priemyselná 284 silážna veža       | 96,1 MHz              | 0,20 kW               |                       |
| Zlaté Moravce – Chyzerovce, Palárikova      | 98,0 MHz              | 0,50 kW               |                       |
| Prievidza – Bralová skala                   | 98,1 MHz              | 1,00 kW               |                       |
| Trnawa – Coburgova 84, na kominie ciepłowni | 98,1 MHz              | 0,13 kW               |                       |
| Bardejów – Vinbarg, Centrum Duszpasterstwa  | 99,1 MHz              | 0,70 kW               |                       |
| Lewocza – Mariánska hora, Dom Pielgrzyma    | 99,8 MHz              | 0,20 kW               |                       |
| Lubowla – hrad                              | 99,8 MHz              | 0,50 kW               |                       |
| Bańska Bystrzyca – Panský Diel              | 102,9 MHz             | 0,10 kW               |                       |
| Szczyrbskie Jezioro – Hotel Panoráma        | 102,9 MHz             | 2,00 kW               |                       |
| Michalovce – Hôrka                          | 103,3 MHz             | 2,00 kW               |                       |
| Brezno – Chvatimech                         | 103,4 MHz             | 0,50 kW               |                       |
| Skalica – Clementisova 57                   | 105,2 MHz             | 0,10 kW               | w planach             |
| Čadca – Drahošanka                          | 105,8 MHz             | 0,25 kW               |                       |
| Namiestów – Magurka                         | 105,8 MHz             | 9,50 kW               |                       |
| Łuczeniec – Táňovo                          | 106,3 MHz             | 3,00 kW               |                       |
| Rożniawa – Šafárikova 116, na silosie       | 106,3 MHz             | 1,00 kW               |                       |